# 愛しとーと
株式会社愛しとーと（あいしとーと、Aishitoto Co.,Ltd.）は、福岡県那珂川市に本社を置く、健康食品・基礎化粧品・補正下着の製造・販売メーカーである。創業者は岩本初恵。

## 概要
同社の前身は1998年に設立した「株式会社エイチ・アール・ケイ・ハルカ」と、2001年に設立した「株式会社エイチ・アール・ケイ・エフィス」の2社で、2003年に合併し「株式会社HRK」となり、2014年10月に現在の社名に改める。
コラーゲン補給のゼリー「うるおい宣言」を中心とした健康食品やヘアケアー製品を中心とした商品を開発。直営のレストラン事業も営んでおり、唐津市に「愛しとーとごはん」、神埼郡吉野ヶ里町に「五ケ山豆腐」を出店している。

## 受賞・評価
- モンドセレクションのコンクールで最高優秀品質賞を受賞[要出典]、九州で女性経営者が運営する企業として初めてのスタンダード&プアーズの格付けで「AA」の評価を得る[7][信頼性要検証]。